# Sân bay Kericho
Sân bay Kericho (IATA: KEY, ICAO: HKKR) là một sân bay ở Kericho, Kenya.